# Marry Ailonieida Somby
Marry Ailonieida Somby, född 31 juli 1953 i Sirma, Norge, är en samisk författare, dramatiker, bildkonstnär och aktivist för samernas rättigheter.
Hon debuterade 1976 med barnboken Ámmul ja alit oarbmælli på samiska. Hon har varit nominerad till både Nordiska rådets litteraturpris och Nordiska rådets pris för barn- och ungdomslitteratur.
Somby har bott i både Nord- och Sydamerika och detta har kommit att påverka hennes författarskap.

## Författarskap
Somby debuterade som författare 1976 då hon publicerade barnboken Ámmul ja alit oarbmælli på samiska. Hennes första diktsamling, Mu apache ráhkesvuohta, senare översatt till Krigeren, elskeren og klovnen, gavs ut 1994 och visar Sombys engagemang för ursprungsbefolkningars rättigheter.
Tillsammans med Biret Máret Hætta nominerades Somby, för sin bok Reinkalven Lille Bizi – den flygende pilot (originaltitel: Čerbmen Bizi – Girdipilohtta) till Nordiska rådets pris för barn- och ungdomslitteratur. 
År 2022 publicerade Somby, under namnet Mary Ailonieida Sombán Mari, barnboken Arvedávgeriikii, med illustrationer av Sissel Horndal. 
Beaivváš mánát /Leve blant reptiler är en diktsamling av Somby som gavs ut 2022. Diktsamlingen var en del av konstprojektet Nordnorsk lærdom. Somby gav ut boken under, precis som Arvedávgeriikii, namnet Mary Ailonieida Sombán Mari. 2021 belönades boken med priset för årets vackraste bok, ett pris som delas ut av organisationen Grafill.

## Konstnärskap
Somby hade sin första separatutställning år 2022 på Tromsø Kunstmuseum. Utställningen hette Beaivváša Beaivvi Máhccan 2020–2024 och tematiserade samisk kultur och tro.

## Övrigt
Somby har under lång tid varit ledamot i flera organisationer och var en av grundarna till Samiska författarförbundet, som grundades 1979, där hon även under lång tid var styrelseledamot. Hon har varit ordförande för Ordkalotten - Tromsø internasjonale litteraturfestival och varit representant för Nordiska Författarrådet.

## Verk

### Böcker
- Ámmul ja alit oarbmælli (1976)
- Ráiddostallan (1983, översatt till Raiden går på norska 1986)
- Solens datter : et samisk eventyr (samiska: Beaivvas nieida) (1990)
- Uhcastáloš (1993)
- Guovžža gazza ; ja Guovssahasa lávlla (1993)
- Onkel Gunnar koker saus (2012)
- Čerbmen Bizi : girdipilohtta (2013)
- Reinkalven Lille Bizi – den flygende pilot (2014)
- Stáinnak : mánaid/nuoraidromána (2016)

### Diktsamlingar
- Mu apache ràhkesvuohta - Krigeren, elskeren og klovnen (1994)
- Dás álget johttulagat, Orkana (2001)
- Beaivvás Mánát - Leve blant reptiler (2020)

### Pjäser
- Ahkku ja Stallo (1979),
- Uhcca Staluš (1980),
- Stainnak (1983),
- Bjørnens sang/ Guovžža lavlla (1994)
- Prinsessa og de andre pøblan
- Draga dolla/ Dragens ild (1996)
- Ráhkkisvuođa soahkki (1996)
- Okto = Alene; et drama om John Andreas Savio (2002)